# Embuscade de Bamessing
Crise anglophone au Cameroun
Batailles
- Batibo
- Menka
- Ekona Mbenge
- Ndop
- Wum
- Nkwen
- Opération Free Bafut
- Opération Bamenda Clean
- Opération Bui Clean
- Bamessing
- Njitapon
- Bambui
- Kumbo

- Ekondo-Titi
- Course de l'espoir
- Nkambé

- Ngarbuh
- Kumba
- Mautu
- Ekondo-Titi
- Obonyi II
- Missong
- Akwaya
- Bakinjaw
- Bamenda
- Egbekaw
- Bamenyam

L'embuscade de Bamessing a lieu le 16 septembre 2021 pendant la crise anglophone au Cameroun. 

## Contexte
En septembre 2021, les séparatistes acquièrent des roquettes antichars, probablement importées du Nigeria. Ces armes sont utilisées dans une série d'attaques, la première ayant eu lieu à Kumbo le 12 septembre.

## Déroulement
Selon l'Agence Cameroun Presse, l'embuscade est organisée conjointement par deux groupes armés séparatistes, les Bambalang Marine Forces dirigés par le général No Pity et les Jaguars of Bamessing dirigés par le général Sagard. L'attaque vise un convoi du 6e Bataillon d'intervention rapide (BIR) qui était en mission de reconnaissance. Les séparatistes interceptent le convoi à l'aide d'un engin explosif improvisé,à côté d'une colline sur une route allant de Bamessing à Sabga, après quoi ils tirent des lance-roquettes et détruit deux véhicules blindés. Les assaillants visent ensuite les troupes gouvernementales avec des tirs à l'arme lourde. Au total, 15 soldats sont tués dans l'embuscade.
Après l'embuscade, les séparatistes, dont le général No Pity, se sont filmés en train de jubiler à côté des véhicules en feu avant de s'enfuir avec les armes capturées,. Sur la base de ces images, la journaliste de l'Agence Cameroun Presse, Ariane Foguem affirme que les rebelles avaient également pris les uniformes des soldats tués. Les insurgés publient ensuite des vidéos sur les réseaux sociaux qui les montraient posant avec les cadavres nus des soldats tués. Ariane Foguem affirme également que les rebelles avaient capturé certains soldats qu'ils ont ensuite torturés à mort.

## Suites
Le général No Pity aurait été tué en 2023, bien qu'en mai 2024 sa mort n'ait pas été confirmée. Le général Sagard est tué par l'armée en mai 2024.  

## Réactions
Le Parti démocratique socialiste unifié du Cameroun, un parti d'opposition, appelle à un cessez-le-feu entre le gouvernement et les séparatistes en réponse à l'embuscade, le président du parti Prince Ekosso déclarant que « tout le pays saigne ». Le secrétaire général du Peuple uni pour la rénovation Sociale (PURS), Serge Espoir Matomba, déclare sur Facebook que l'embuscade est une « attaque honteuse contre la démocratie camerounaise ». 